# Dergin Tokmak
Dergin Tokmak (Augusta, 26 dicembre 1973) è un ballerino tedesco, noto per la sua danza con le stampelle.

## Biografia

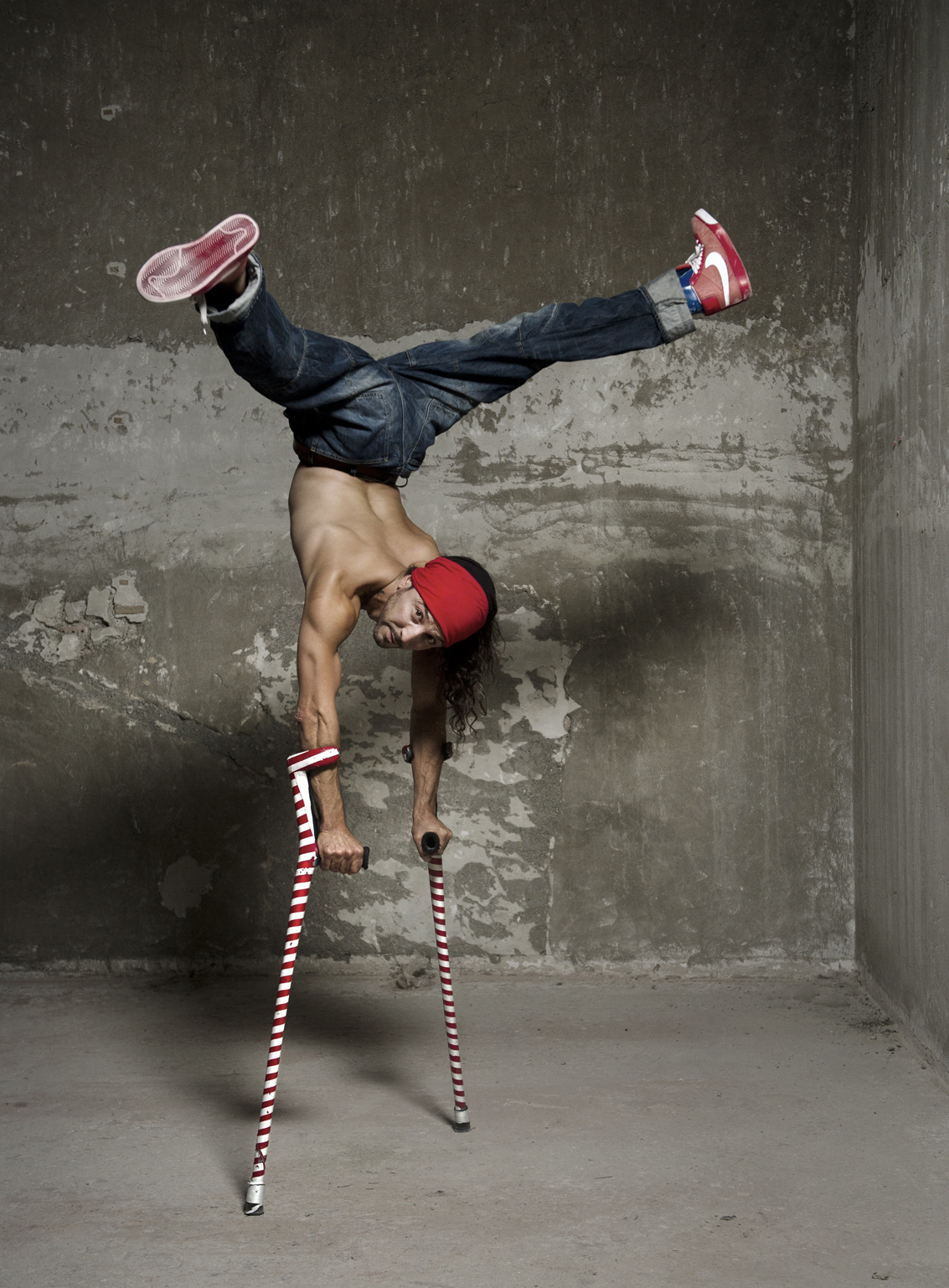

Di origine turca, all'età di circa un anno viene affetto da poliomielite e perde il controllo della gamba sinistra e in parte di quella destra. Non riuscendo a fare uso delle gambe e non potendo ripristinare il pieno controllo degli arti inferiori, impara a camminare da piccolo con le mani e poi con le stampelle. 
Inizia a ballare all'età di 12 anni, inserendosi nel mondo della break dance tedesca. Dopo aver visto il film Breakdance, intraprende la carriera di ballerino professionista esibendosi in diverse occasioni alla TV tedesca prima di approdare nell'ensamble del Cirque du Soleil. 
Nel febbraio 2004 debutta a teatro in California nello spettacolo Varekai, diventando Limping Angel (L'angelo zoppicante). Nel 2006 ha subito un infortunio ed è tornato a ballare dopo un intervento chirurgico e un intenso lavoro fisioterapico dopo circa un anno.
Nel febbraio 2014 è stato ospite del Festival di Sanremo 2014 esibendosi sul palco del Teatro Ariston. Nel 2016 è stato invitato a ballare nel talent show di Canale 5 Amici di Maria De Filippi e alla serata di gala dei Palinsesti Mediaset, dove ha eseguito un passo a due con Mehdi Baki.